# Top Gun: Maverick (trilha sonora)
Top Gun: Maverick Music from the Motion Picture é a trilha sonora do filme Top Gun: Maverick (2022), lançado em 27 de maio de 2022 através da gravadora Interscope Records nos formatos digital e físico, sendo composto por Lorne Balfe, Harold Faltermeyer, Lady Gaga e Hans Zimmer. Foram lançados dois singlescomo promoção do filme: "Hold My Hand" de Lady Gaga; e "I Ain't Worried" de OneRepublic, ambas lançadas antes do álbum. A trilha sonora inclui a canção "Danger Zone" (1986) de Kenny Loggins, que também foi apresentada no primeiro filme.

## Lista de faixas
1. "Main Titles (You've Been Called Back to Top Gun)" – 2:30
2. "Danger Zone" (performado por Kenny Loggins) – 3:36
3. "Darkstar" – 3:01
4. "Great Balls of Fire" (Live) (performado por Miles Teller) – 1:55
5. "You're Where You Belong / Give 'Em Hell" (Live) (performado por Miles Teller) – 5:46
6. "I Ain't Worried"  (Live) (performado por Miles Teller) – 2:28
7. "Dagger One is Hit / Time to Let Go" – 5:06
8. "Tally Two / What's the Plan / F-14" – 4:34
9. "The Man, The Legend / Touch Down" – 3:54
10. "Penny Returns" (interlúdio) – 2:47
11. "Hold My Hand" (performado por Lady Gaga) – 3:45
12. "Top Gun Anthem" (performado por Harold Faltermeyer e Steve Stevens) – 4:13

## Paradas e posições
| País/Parada (2022)                    | Melhor posição |
| ------------------------------------- | -------------- |
| Alemanha (Offizielle Deutsche Charts) | 16             |
| Austrália (ARIA)                      | 11             |
| Áustria (Ö3 Austria Top 40)           | 7              |
| Bélgica (Ultratop Flandres)           | 18             |
| Bélgica (Ultratop Valônia)            | 15             |
| Canadá (Billboard)                    | 39             |
| República Tcheca (ČNS IFPI)           | 58             |
| Espanha (PROMUSICAE)                  | 57             |
| Estados Unidos (Billboard 200)        | 17             |
| Estados Unidos (Soundtrack Albums)    | 2              |
| França (SNEP)                         | 17             |
| Finlândia (Suomen virallinen lista)   | 37             |
| Irlanda (IRMA)                        | 6              |
| Itália (FIMI)                         | 74             |
| Japão (Oricon)                        | 5              |
| Japão (Billboard Japan)               | 4              |
| Lituânia (AGATA)                      | 56             |
| Noruega (VG-lista)                    | 24             |
| Nova Zelândia (Recorded Music NZ)     | 16             |
| Polónia (ZPAV)                        | 19             |
| Reino Unido (UK Compilation Chart)    | 1              |
| Reino Unido (UK Digital Albums)       | 3              |
| Reino Unido (UK Soundtrack Albums)    | 1              |
| Suíça (Schweizer Hitparade)           | 3              |

## Créditos
Créditos adaptados de Film Music Reporter
Performance adicional
- Nico Abondolo  ·  Trey Henry – baixo
- Tina Guo  ·  Ro Rowan – violoncelo
- Dylan S. Hart – trompa
- Thomas Hooten – trompete
- Lexii Lynn Frazier – guitarra elétrica
- Chad Smith – bateria
- Ben Powell – violino
- Bruce Fowler  ·  Walt Fowler  ·  David Giuli  ·  Jennifer Hammond  ·  Yvonne Suzette Moriarty  ·  Booker White – orquestra

Técnica
- Cecile Tournesac – edição de supervisão musical
- Ryan Rubin – edição musical
- Peter Myles  ·  Mikael Sandgren – edição adicional
- Jason Bentley  ·  T-Bone Burnett  ·  Kathy Nelson  ·  Ryan Tedder – consultores musicais
- David Fleming  ·  Andrew Kawczynski  ·  Steve Mazzaro – musica adicional
- Steve Davis  ·  Sven Faulconer  ·  Stuart Michael Thomas  ·  Max Aruj  ·  Steffen Thum – arranjos adicionais
- Consultor – Guthrie Govan
- Booker White – preparação musical
- Peter Rotter – contratante orquestral
- Al Clay  ·  Stephen Lipson – mixagem
- Alvin Wee – assistência de mixagem
- Omer Benyamin  ·  Steven Doar – programação musical
- Chuck Choi – engenharia de áudio
- Alejandro Moros  ·  Alex Lamy  ·  Fabio Marks  ·  Jim Grimwade  ·  Aldo Arechar  ·  Kevin Anderson  ·  Florian Faltermeyer  ·  Alfie Godfrey  ·  Michael Bitton – assistência de engenharia de áudio
- Hans Zimmer  ·  Lorne Balfe – programação de sintetizador
- Kevin Schroeder – planejamento de sintetizador
- Mark Wherry – planejamento de instrumentação musical
- Taurees Habib  ·  Raul Vega – preparação de instrumentação musical
- Steven Kofsky – serviço de produção musical
- Shalini Singh  ·  Queenie Li – coordenação de partituras
- Cynthia Park  ·  Nicole Jacob – assistência

## Histórico de lançamento
| Região | Data                   | Formato(s)                    | Gravadora  | Ref.   |
| ------ | ---------------------- | ----------------------------- | ---------- | ------ |
| Vários | 27 de maio de 2022     | CD download digital streaming | Interscope | [ 33 ] |
| Vários | 18 de novembro de 2022 | Vinil                         | Interscope | [ 34 ] |